# Carlota Castrejana
María Carlota Castrejana Fernández, coneguda com a Carlota Castrejana (Logronyo, 25 d'abril de 1973), és una ex atleta polivalent, que va aconseguir els seus majors assoliments en la modalitat de triple salt, però que també ho ha fet, i amb èxit, en les disciplines de salt d'altura i salt de longitud. Abans de dedicar-se a l'atletisme va ser jugadora professional de bàsquet.
Actualment és la directora general d'Esports de la Comunitat de Madrid. Amb anterioritat havia treballat com a advocada en el bufet Gómez Acebo&Pombo i va ser vicepresidenta de la Real Federació Espanyola d'Atletisme.

## Carrera esportiva

### Bàsquet
Carlota, junt a Elisabeth Cebrián, Marina Ferragut va formar part del Segle XXI que tenia per objectiu aconseguir un salt qualitatiu al bàsquet femení de cara a Barcelona 92, i va ser jugadora professional d'aquest esport des dels 14 anys als 19. Va participar amb la selecció espanyola en els Jocs Olímpics de Barcelona 92, on van aconseguir un excel·lent 5è lloc. Va ser també medalla d'or en els Jocs del Mediterrani de Grècia el 1991 i plata en els Campionats d'Europa Junior de 1990. Durant la temporada 2010-2011 juga en l'Asefa Estudiantes de Madrid, retornant al bàsquet després de 18 anys. Juga únicament els partits a casa, fent un paper acceptable

### Atletisme
Després de les Olimpíades, i veient les seves grans qualitats físiques, la van convèncer per donar el salt a l'atletisme, on va començar especialitzant-se en salt d'altura, disciplina en la qual, i tan sols després de dos anys competint, va aconseguir el rècord d'Espanya amb 1,89 metres. El 1998 canvia de disciplina, els seus entrenadors es van adonar que tenia més facultats per al triple salt, (compaginant-ho en alguna ocasió amb el salt de longitud) i aquí és on va aconseguir els seus majors èxits. Va aconseguir medalla de Bronze en el Campionat d'Europa d'atletisme en pista coberta de 2005 a Madrid, arribant al cim en proclamar-se, el 4 de març de 2007, campiona en els Campionat d'Europa d'atletisme en pista coberta de 2007 que es van celebrar a Birmingham, Regne Unit, batent el rècord d'Espanya amb un salt de 14,64 metres, en el seu millor concurs de la història.

## Palmarès
- Campiona d'Europa de triple salt en pista coberta (14.64, Birmingham 2007).
- Bronze en el Campionat d'Europa, Madrid 2005.
- Rècord d'Espanya Absoluta en triple en pista coberta (14,64 en 2007).
- Rècord d'Espanya Absolut en triple a l'aire lliure (14,60 en 2005).
- Campiona d'Espanya absoluta de triple a l'aire lliure (2000-2001-2002-2003-2004-2005-2006).
- Campiona d'Espanya absoluta de triple en pista coberta (2000-2001-2002-2003-2004-2005-2006-2007).
- Campiona d'Espanya absoluta de salt d'altura a l'aire lliure (1996).
- Campiona d'Espanya absoluta de salt d'altura en pista coberta (1995-1997).
- Campiona d'Espanya promesa en salt d'altura aire lliure (1994) i pista coberta (1995).
- Campiona d'Espanya promesa en pista coberta d'altura (1995-97) i triple (2000).
- Diploma Olímpic com a Jugadora de Bàsquet, Barcelona 92.
- 4 vegades Olímpica, Barcelona, Atenes, Sidney, Pequín.

### Reconeixements
- Premi Siete Estrellas de la Comunitat de Madrid (2008).
- Medalla de Plata al Mèrit Esportiu 2008.

### Rècords d'Espanya
- Pista coberta - Triple: 14,22 - 14,32 (2003) - 14,37 (2004) - 14,42, 14,44, 14,45 (2005) - 14,64 (2007).
- Aire lliure - Triple: 14,51 (2002); 14,60 (2005).
- Pista coberta - Altura:1,89 (1995).
- Aire lliure - Altura: 1,89 (1996).

### Trajectòria
- Independent (1993).
- A.D. Marathon (1994-1995).
- Nike (1996-1998).
- València Terra i Mar (1999-2006).
- La Rioja Atletisme (2007-).